# إيليف بيترسين

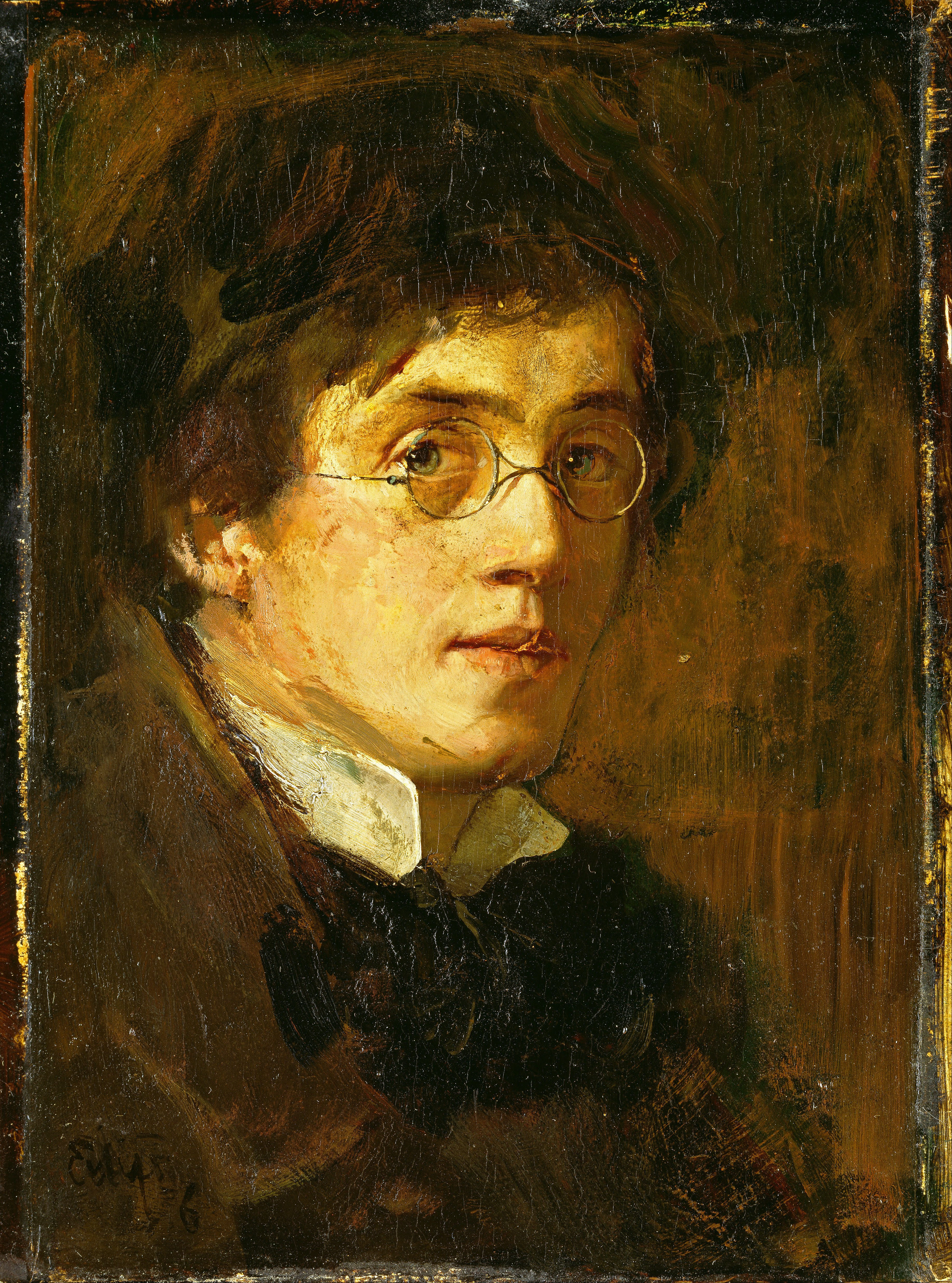
إيليف بيترسين رُسمت عن طريق كريستيان كروغ

إيليف بيترسين (بالنرويجية: Eilif Peterssen)‏ (4 سبتمبر 1952 - 29 ديسمبر 1929)، رسام نرويجي.